# Ludwig Rieser
Ludwig „Luggi“ Rieser (auch genannt Darshano L. Rieser) (* 17. Mai 1956 in Zell am Ziller) ist ein österreichischer Kletterer, Drachenflieger und Drogist.

## Leben
Rieser besuchte die Hauptschule mit anschließendem Abschluss der Handelsschule. Hiernach machte er eine Ausbildung zum Drogisten. Später absolvierte er zusätzlich die Pharma-GH-Prüfung und war zehn Jahre lang Gremialvorsteher des Handels mit Drogen und Pharmazeutika in der Wirtschaftskammer Tirol sowie stellvertretender Berufsgruppenvorsitzender für ganz Österreich in der ÖWK.
Nach dem Abschluss seiner Berufsausbildung gründete er zusammen mit seiner Mutter zunächst eine Offene Handelsgesellschaft (OHG) und infolge die Rieser-Malzer Team-GmbH, mit der er das einstige Familien-Unternehmen von einer kleinen Dorfdrogerie zu einem international agierenden Unternehmen mit 120 Mitarbeitenden ausbaute. 1994 übertrug er 60 % der Gesellschaftsanteile unentgeltlich an Team-Mitglieder und startete damit eines der weltweit ersten hierarchiefreien Unternehmensprojekte. Dieses wurde 1996 für Familien- und Frauenfreundlichkeit zertifiziert, erhielt eine Staatliche Auszeichnung und mehrere Wirtschaftspreise. Neben der Expansion im Versand- und Großhandel wurde auch der stationäre Handel ausgebaut: weitere Drogerien, Textilgeschäfte, Parfümerien, Kosmetiksalons, Sonnenstudios, sowie eine Veranstaltungsorganisation und ein Zeitungsverlag. Rieser hat sich aus den Geschäftstätigkeiten zurückgezogen.
Er studierte das Weltbild des  Osho und widmete sich der Ontologie, der Meditation und der Erforschung der „Ich-Illusion“. Er nahm den Namen Darshano, kurz Dao, an.
Er lebt mit seiner Familie in Tirol.

## Klettern
Rieser bewältigte im Klettern ab Mitte der 1970er Jahre rund 300 Erstbegehungen. Seine Routen erschloss er von unten und sicherte sie nicht mit Bohrhaken ab; es sind reine Freikletterrouten. Er klettert vornehmlich in den Zillertaler Alpen, im Rofangebirge, Wilden Kaiser, Wettersteingebirge und den Dolomiten.
Zu seinen wichtigsten Erstbegehungen zählen:
- 1979: Mephisto, Heiligkreuzkofel, VIII- (UIAA), erste bohrhakenfreie Neutour der Alpen im VIII. Grad (UIAA), mit Reinhard Schiestl[11]
- 1984: Odyssee, Wilder Kaiser, IX-, erste bohrhakenfreie Neutour der Alpen im IX. Grad, mit Wolfgang Müller[7]
- 1995: Steps across the border/Senkrecht ins Tao, Marmolada, X-, erste bohrhakenfreie Neutour der Alpen im X. Grad, mit Ingo Knapp, teilweise auch H. Schrattenthaler[12][13]

Auch drei seiner Eiskletter-Erstbegehungen sind bekannt: die inzwischen zum viel begangenen Steileis-Extremklassiker avancierte „Krönung“ im Stilluptal, die er mit Hp Jesus Schrattenthaler 1989 fertigstellte; der mit Schrattenthaler und Andi Orgler im Pinnistal erstbegangene „Magier“ (heute mit M8 bewertet); sowie der Wassereisfall „Fenstergucker“, dessen Verfilmung eine Alpin-Produktionen des ORF war.

### Wirkung und Rezeption
Viele seiner Erstbegehungen sind inzwischen Klassiker, begehrte Sammelstücke, Testpieces oder gefürchtete „Psychoschocker“. Die „Lärmstangen-Ostwand“, gemeinsam mit Paul Koller, und „Irrfahrt der Jugend“, deren erste Wiederholung nach 29 Jahren einer internationalen Seilschaft gelang (Weltcup-Gesamtsieger Verhoeven und Kletter-Staatsmeister Amann), wurden für einen Alpin-Award nominiert.
In mehreren Gebirgen war es Rieser, der das Zeitalter des VII. Grades (oder höher) alpin ohne Bohrhaken einleitete: im Wetterstein, in den Zillertaler Alpen, im Wilden Kaiser, im Rofangebirge, in der Paganella und in verschiedenen Gebirgsstöcken der Dolomiten, wo ihm z. B. mit Heinz Zak am damals „unkletterbar“ geltenden Elefantenbauch in der Marmolada-Südwand im Frühjahr 1979 mit dem „Elfenbeinpfeiler“ der VII. Grad glückte.
Bekannt wurde Rieser auch durch oft extrem weite Abstände von Zwischensicherungen bei seinen alpinen Erstbegehungen und wegen seiner außergewöhnlichen Klettergeschwindigkeit, die es ihm erlaubte, Routen ohne Vorbereitung in auffallend schnellen Zeiten zu durchsteigen (Mauck West 1982 spontan in 100 Min; Torre Trieste-Überschreitung 1978 in 7 Stunden, wobei die Carlesso 700 m hinauf- und die Cassin 700 m frei abgeklettert wurde; Marmolada Soldá Winterbeg in 4 Stunden). Eine Zeitlang hatte er daher den Spitznamen „Rennpokerer“.
Ende der 1970er, Anfang der 1980er-Jahre war er ein Pionier der Freikletterbewegung und wurde mit Reinhard Schiestl und Heinz Mariacher in Reinhold Messners Buch Der 7. Grad erwähnt. 1985 wurde er von Messner zu dessen 8000er-Expedition an die Annapurna-Nordwestwand eingeladen.
Während es früher üblich war, Neutouren z. B. als „Direkte Nordwand“, „Gerade Westwand“ oder „Neue Südwand“ zu bezeichnen, gab Rieser ihnen phantasievolle Routennamen wie Tohuwabohu, Schwalbenschwanz oder Vogelwild, was die Benennung von alpinen Neutouren maßgeblich mit beeinflusste.

## Andere Aktivitäten
Rieser war auch als Drachenflieger erfolgreich. Zwischen 1976 und 1982 hielt er mehrfach Rekorde im Streckenflug, im Höhengewinn und im Dauerflug. Für Akrobatik-Kunststücke ließ er sich die Flügelholme seines Flugdrachens verstärken und war der erste, der saubere Loopings flog. Bei Flugshows zeigt er vor allem seine Fünffach-Loopings.
Er kooperiert mit F.J. Tschak Gredler und wendet sich bei seiner Erstbegehungstätigkeit vermehrt Kunst-Projekten und humanistischen Themen zu: 7 Routen zum Thema „Recht auf Kinderglück“; 21 Routen zu den Themen Ethik-Ethno-Ether; 4 Routen zur Poesie; 3 Routen zur Menschenwürde; 7 Routen im Zuge des Kunst-Projekts „about a moment“ (Raum-Zeit-Ich) mit den Münchner Kunstschaffenden Christiane Fleißner und Wolfgang Aichner; etc.
Neben seinen Texten komponierte und textete er Musikstücke. So dichtete er die von Ludwig van Beethoven und Friedrich Schiller stammende Europahymne Freude schöner Götterfunken in eine Kletter-Hymne um, indem er aus der „Ode an die Freude“ für die Kletter-Community die „Ode an die Kreide“ machte.

## Filme
- 1979 Rieser-Schiestl, die Seilschaft, Kamera Reinhard Widner, Direkte Martinswand, Kletterfilm
- 1980: Fünffach-Looping, Fledge IIB, Holland-TV, Doku Drachenflug-Akrobatik
- 1981: Seilschaft Rieser-Schiestl klettert Rebitsch's „Direkte“, Sendeformat Land der Berge, Manfred Gabrielli / Lutz Maurer, Laliderer Nordwand, Sept., Team Wolfgang Nairz, Kamera Erich Lackner, ORF TV-Doku Hias Rebitsch 70.
- 1984: Kletterer und Drachenfug-Akrobat, BBC TV-Doku, Zillertal
- 1985: Eiskletter-Erstbegehung vor Annapurna NW-Wand-Expedition, Sendeformat Land der Berge, Manfred Gabrielli / Lutz Maurer, Steileis-Wasserfall Fenstergucker, Kamera Erich Lackner / Hp. J. Schrattenthaler, ORF TV-Produktion
- 1995: Klettern, Meditation und Zylinder. Tom Matzek, Barbara von Melle: Sendeformat Thema, Sagzahn Ostwand, Lotus Filmteam, Kamera Franz Schrems, ORF Fernsehfilm Klettern.